# Jelena Lavko
Jelena Lavko (n. Živković; n. 6 iulie 1991, Becicherecu Mare, Republica Serbia, Serbia) este o handbalistă sârbă care joacă pentru clubul CSM Corona Brașov pe postul de intermediar dreapta. De asemenea, Lavko este componentă a echipei naționale a Serbiei, alături de care a participat la Campionatul European din 2010 și a obținut medalia de argint la Campionatul Mondial din 2013.
În sezonul 2015-2016, pe când purta încă numele de fată, handbalista a fost colegă la clubul românesc SCM Craiova cu Jelena Živković, conațională a sa cu același nume, care evolua pe postul de portar.

## Palmares
Club
- Campionatul Serbiei:
  -  Câștigătoare: 2011

- Cupa Serbiei:
  -  Câștigătoare: 2011

- Nemzeti Bajnokság I:
  -  Medalie de argint: 2012

- Magyar Kupa:
  -  Medalie de bronz: 2019

- Campionatul Muntenegrului:
  -  Câștigătoare: 2013

- Cupa Muntenegrului:
  -  Câștigătoare: 2013

- Campionatul Croației:
  -  Câștigătoare: 2015

- Cupa Croației:
  -  Câștigătoare: 2015

- Liga Națională: 
  -  Medalie de argint: 2021

- Cupa României:
  -  Finalistă: 2024
  -  Medalie de bronz: 2023

- Supercupa României:
  -  Medalie de bronz: 2023

- Liga Campionilor:
  - Grupe principale: 2013, 2015
  - Grupe: 2014
  - Calificări: 2011

- Cupa Cupelor EHF:
  -  Câștigătoare: 2012
  - Optimi: 2014, 2015, 2016

- Liga Europeană:
  -  Medalie de bronz (Turneul Final Four): 2021
  - Locul 4 (Turneul Final Four): 2022, 2024

- Cupa EHF:
  - Sfertfinalistă: 2010
  - Optimi: 2011
  - Grupe: 2017, 2020
  - Turul 3: 2019

Echipa națională
- Campionatul Mondial:
  -  Medalie de argint: 2013